# Ladislavs Kurpiel
Ladislavs Kurpiel (Praga, 13 novembre 1883 – Worlik, 24 giugno 1930) è stato un calciatore austriaco, di ruolo centrocampista.

## Carriera

### Nazionale
Ha collezionato 8 presenze con la propria Nazionale.